# Penisa poliorhoda
Penisa poliorhoda là một loài bướm đêm trong họ Noctuidae.